# 猿猴T淋巴病毒
猿猴T淋巴病毒，也称为猿猴T细胞白血病病毒（ STLV ），是与人类病毒HTLV密切相关的猿类逆转录病毒。与HTLV1至4对应，STLV也具有1至4的亚型，每种亚型都有自己的血清型 。 STLV与HTLV一起构成PTLV（灵长类T淋巴病毒）。一项研究表明，STLV-1 Tax和SBZ蛋白的功能与HTLV-1的对应蛋白相似。STLV-1在日本猕猴中具有致癌性。
HTLV-I / STLV-I的历史可能表明，猿猴从亚洲迁移到非洲的时间不早于19500-60000年前。 